# Monda nigroapicalis
Monda nigroapicalis is een vlinder uit de familie zakjesdragers (Psychidae). De wetenschappelijke naam van deze soort is voor het eerst geldig gepubliceerd in 1924 door Joicey & Talbot.